# Sværdbroderordenen
Sværdbrødreordenen (officielt navn Kristi Livlandske Krigstjenestebrødre, (latin: Fratres Militiae Christi Livoniae) var en kirkelig ridderorden, der eksisterede 1202–1237.

## Oprettelse
I 1202 dannede biskop (senere ærkebiskop) Albert i Riga efter forbillede af den i Palæstina virksomme Tempelridderorden i Riga den religiøse ridderorden "Kristi Krigstjeneste Brødre". Ordenen blev på grund af dens våbenskjold og det på ordenens medlemmers kappe markerede sværd kaldt for Sværdbrødreordenen (tysk: Schwertbrüderorden). Ordenen blev dannet med henblik på gennemførelse af Livlands underkastelse, hvilket på grund af normale korstog tendens til at falde i højsæsoner tidligere ikke have givet vedvarende resultater.
Pave Innocentius 3. godkendte ordenens reglement i 1204, og ordenen blev underlagt biskop Albert af Buxhoeveden i Riga.

## Virke i Livland
Ordenen var blevet dannet for at undertvinge de hedenske liver, latgaler og estere. I henhold til en i 1207 indgået aftale med biskop Albert skulle ordenen overdrages en tredjedel af erobrede landområder. Som den da stærkeste militærmagt i området var ordenen i praksis uafhængig og førte en egen, selvstændig politik begyndende med en krig mod esterne i 1208 i fællesskab med latgalerne. Den vedholdende rivalitet mellem biskop Albert og Ordenen endte i 1210 med en pavelig afgørelse, der i praksis gav Ordenen mere vidtgående rettigheder.
Forholdsvis hurtigt erobrede Sværdbrødreordenen hele Livland, Letgallen og Estland. I 1215 indtog Sværdbrødreordenen Dorpat.
Dette skete samtidig med, at blandt andet Valdemar Sejr ligeledes indledte korstog mod esterne, første gang 1206 og med et afgørende slag 1219 ved Lyndanisse. Da stridighederne sluttede 1226 havde Sværdbrødreordenen besat de estiske landområder Sakala, Alempois, Nurmekund, Mõhu og det nordlige Vaiga. 1227 besattes den estiske ø Øsel. Samme år (1227) besatte Ordenen – i strid med indgåede aftaler – den danske konges besiddelser i det nordlige Estland: Revala, Harjumaa, Järvamaa og Virumaa; i 1233 overtog de fra biskoppen i Riga en del af Øsel.
For at beskytte sine besiddelser opførte Sværdbrødreordenen 6 store konventborge: Aizkraukle, Wenden, Riga, Sigulda, Tallinn, Viljandi. Ordenens forvaltningsområder blev delt i komturer og fogderier.

## Leveregler
Ordenen var forpligtede til at leve efter tempelriddernes regler: Medlemmerne skulle leve spartansk, i kyskhed og under lydhørhed fra Ordensmesteren. Ordenen inddelte sine medlemmer i tre klasser: riddere, præster og tjenende brødre. Riddere anvendte en hvid kappe over en hvid ordensdragt med Ordenens symboler: et rødt kors over et rødt sværd. Præstebrødre bar en hvid dragt, tjenende brødre en sort eller brun dragt med Ordenens symboler.

## Ordensmestre
Den første Herrenmeister for Sværdbrødreordenen var Vinno von Rohrbach 1202-1209, residerende i Ordensborgen i Wenden i Livland. Hans efterfølger var Volkwin von Naumburg zu Winterstätten (1209–1236).

## Størrelse
I 1235 havde ordenen 110–180 riddere, 30–45 præster, og henved 500 menige lejesoldater, i alt omkring 700 medlemmer.

## Nedturen
I 1236 led Sværdbrødreordenen et stort nederlag i slaget ved Saule til litauerne, hvor en meget stor andel af ordensbrødrene faldt, måske endda halvdelen. Pave Gregorius 9. godkendte samme år i Viterbo i Italien Sværdbrødrenes sammenslutning med den Tyske Orden, og den 12. maj 1237 skete en formel sammenslutning under navnet Jerusalems Tyske Hellig Maria Hospitalsbrødre i Livland eller Den Liviske Orden, der fremtrådte som en stedlig afdeling af den Tyske Orden og med Preussen og Livlands ordenslandemester Hermann von Balk som udpeget leder.

## Landemarshaller
Ordenen havde igennem sin eksistens to landemarshaller:
- Arnold (1205–1211) og
- Rutger (1211–1236).